# Fanny Ambjörnsson
Fanny Rebecka Ambjörnsson, född 22 juni 1973 i Stockholm, är en svensk socialantropolog och genusvetare och professor på Stockholms universitet sedan 2021. 
Fanny Ambjörnsson har skrivit doktorsavhandlingen I en klass för sig 2004 om flickor från två gymnasieklasser och deras syn på genus och sexualitet. Hon har också skrivit andra böcker om feminism och queer-teori, bland annat Vad är queer? 2006. År 2011 utkom hon med boken Rosa – den farliga färgen, som handlar om hur färgen rosa innehåller budskap om vårt samhälles värderingar och organisering kring framför allt genus och sexualitet.
Mellan 2012 och 2017 var hon genusvetenskapens studierektor vid Institutionen för etnologi, religionshistoria och genusvetenskap vid Stockholms universitet. Hon är docent i genusvetenskap.
Fanny Ambjörnsson är dotter till idéhistorikern Ronny Ambjörnsson. Hon har en dotter med Mark Levengood.